# Unidad Habitacional José María Morelos y Pavón
Unidad Habitacional José María Morelos y Pavón är en ort i Mexiko.   Den ligger i kommunen Jojutla och delstaten Morelos, i den sydöstra delen av landet, 90 km söder om huvudstaden Mexico City. Unidad Habitacional José María Morelos y Pavón ligger 961 meter över havet och antalet invånare är 3 688.
Terrängen runt Unidad Habitacional José María Morelos y Pavón är platt åt nordväst, men åt sydost är den kuperad. Runt Unidad Habitacional José María Morelos y Pavón är det tätbefolkat, med 319 invånare per kvadratkilometer. Närmaste större samhälle är Jojutla, 4,4 km öster om Unidad Habitacional José María Morelos y Pavón. I omgivningarna runt Unidad Habitacional José María Morelos y Pavón växer huvudsakligen savannskog.